# صموئيل ليلي
صموئيل ليلي (بالإنجليزية: Samuel Lilly)‏ هو دبلوماسي وقاضي ومحامي وسياسي أمريكي، ولد في 28 أكتوبر 1815 في جنيف في الولايات المتحدة، وتوفي في 3 أبريل 1880 في الولايات المتحدة. حزبياً، نشط في الحزب الديمقراطي. وقد انتخب عضو مجلس النواب الأمريكي.